# Grace Magnussen
Grace Magnussen – amerykańska zapaśniczka. Zawodniczka Missouri Valley College. Srebrny medal na mistrzostwach panamerykańskich w 2002. Od 2007 zawodniczka MMA.